# Mirza ghassemi
Il Mirza ghassemi (in persiano  میرزا قاسمی‎; ortografia alternativa: mirza qassemi) è un piatto iraniano servito come antipasto o piatto principale, a base di melanzane grigliate, tipico dell'Iran settentrionale e della regione del Mar Caspio (in particolare della provincia di Gilan).

Il piatto è composto da melanzane condite con aglio, pomodoro, olio o burro, sale e pepe legate insieme con uova.
Può essere preparato come una casseruola, e di solito è servito con pane o riso. La variante preparata con zucchine in sostituzione delle melanzane è chiamata kadoo ghasemi.

## Etimologia
Il Mirza ghassemi fu inventato da Mohammad Qasim Khan, governatore di Rasht durante il regno di Naser al-Din Shah Qajar (1848-1896), e da lui sviluppato, prendendo il suo nome. Divulgò questo piatto in tutto il Gilan con il nome di Mirza Ghasemi e, dopo essere stato eletto governatore di Fars, lo diffuse anche nella provincia di Fars.